# Сулейман ан-Набульси
Сулейман ан-Набульси (араб. سليمان النابلسي‎, 1908, Ас-Сальт — 14 июня 1976) — премьер-министр Иордании с 29 октября 1956 по 13 апреля 1957 года.

## Биография
Окончил Американский Университет Бейрута по специальности право и социальные исследования. Работал некоторое время учителем в Эль-Караке, но был удалён британскими властями из этой школы из-за его панарабских взглядов. Позже стал директором банка, где работал до 1946 года. После независимости страны стал министром финансов и экономики с 1947 по 1949 год и с 1950 по 1951 год.
В 1953 году стал послом Иордании в Лондоне, но в следующем году король отозвал его на родину из за ярких антисионистских взглядов аль-Набульси. Там он основал Национальную Социалистическую партию, которая вступила в альанс с Баас и Коммунистической партией Иордании.
Одно из его первых действий на посту премьер-министра, которым он стал в 1956 году, было объединение Арабского легиона с Национальной гвардией, которая доминировалась палестинцами-беженцами, в Иорданскую армию. В период его правления также были установлены дипломатические отношения с Советским союзом.